# La Palma (Californie)
Pour les articles homonymes, voir La Palma.
La Palma est une municipalité du comté d'Orange située en Californie, aux États-Unis. Lors du recensement de 2000, sa population s'élevait à 15 408 habitants.

## Démographie
| 1960 | 1970  | 1980   | 1990   | 2000   | 2010   |
| ---- | ----- | ------ | ------ | ------ | ------ |
| 622  | 9 687 | 15 399 | 15 392 | 15 408 | 15 568 |

## Source
- (en) Cet article est partiellement ou en totalité issu de l’article de Wikipédia en anglais intitulé « La Palma, California » (voir la liste des auteurs).